# Peter Harig
Peter Harig (* 4. Mai 1893 in Hermeskeil; † 19. Juni 1981 ebenda) war ein deutscher Politiker (Zentrum, CDP/CDU).

## Leben
Harig besuchte die Volksschule und leistete im Ersten Weltkrieg Kriegsdienst. Danach war er als selbstständiger Landwirt tätig.

## Politik
Harig, der katholischer Konfession war, gehörte in der Weimarer Republik dem Zentrum an. 1926 bis 1933 war er Mitglied des Kreistags Trier-Land und 1930 bis 1933 Ortsbürgermeister in Hermeskeil. Mit der Machtergreifung der Nationalsozialisten wurde er zunächst inhaftiert und konnte dann seine politische Arbeit nicht fortsetzen.
Nach dem Zweiten Weltkrieg trat er der CDP bei, aus der später der rheinland-pfälzische Landesverband der CDU hervorging. Er war 1945–1947 erneut Ortsbürgermeister in Hermeskeil und 1949 bis 1958 Amtsbürgermeister in Hermeskeil. 1958–1964 war er Mitglied des Kreistags und des Kreisausschusses Trier-Land.
Landespolitisch war er 1946/47 Mitglied der Beratenden Landesversammlung. Danach war er in der ersten Wahlperiode Mitglied im Landtag von Rheinland-Pfalz.
1920–1924 war er Vorsitzender der Landesgruppe Hunsrück der Freien Bauernschaft und 1924 bis 1933 Vorsitzender der Kreisbauernschaft Trier-Land des Trierischen Bauernvereins. Er war ehrenamtlicher Richter am Verwaltungsgericht in Trier.
1977 erhielt er die Verfassungsmedaille des Landes Rheinland-Pfalz.